# Oggetti non stellari nella costellazione di Andromeda
Principali oggetti non stellari presenti nella costellazione di Andromeda.

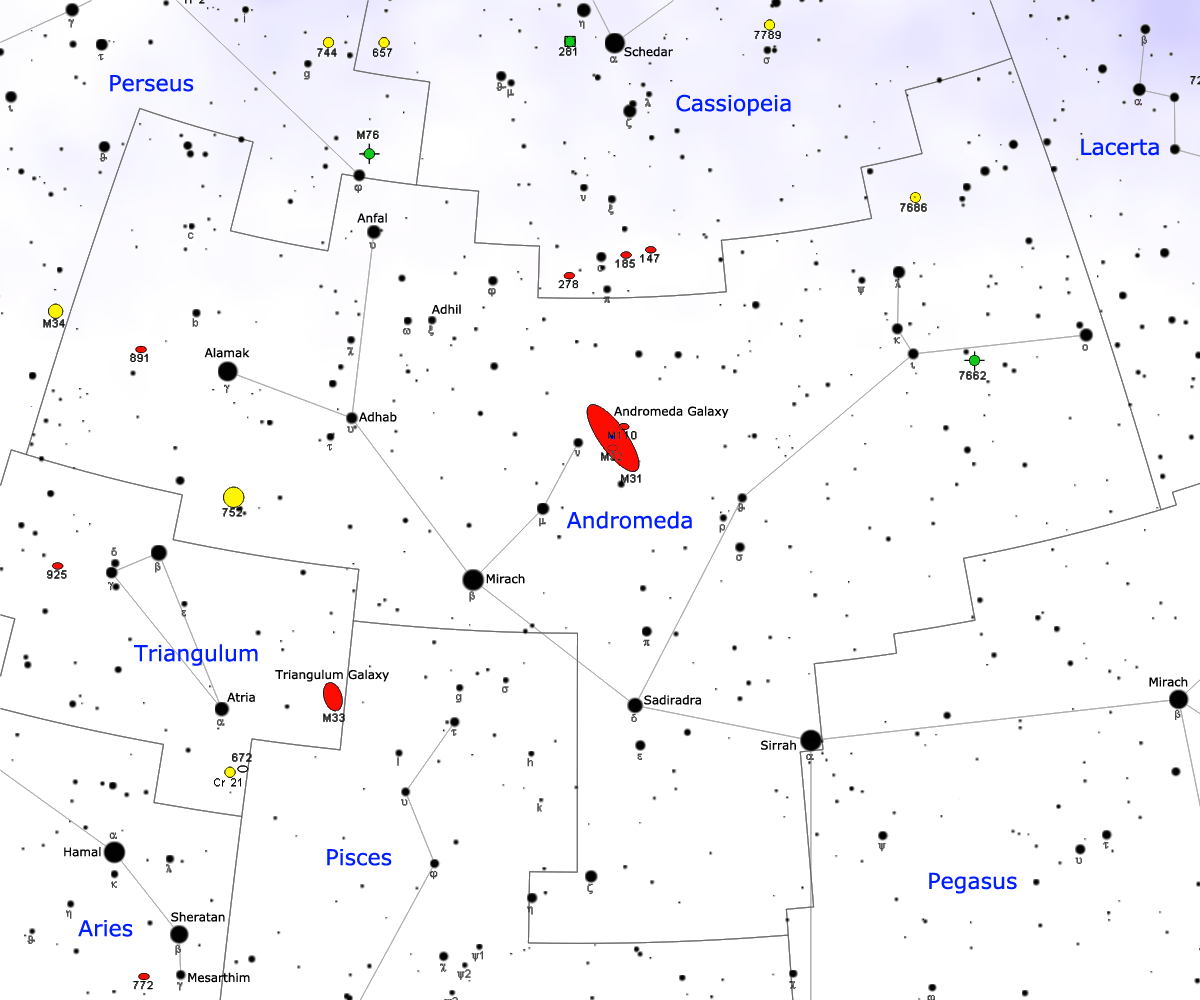
Mappa della costellazione di Andromeda.

## Ammassi aperti
- NGC 206
- NGC 272
- NGC 752
- NGC 7686

## Ammassi globulari
- Mayall II

## Ammassi di galassie
- Abell 262
- Abell 263
- HST J002013+28366
- VV 166

## Galassie
- Andromeda I
- Andromeda II
- Andromeda III
- Andromeda IV
- Andromeda V
- Andromeda VIII
- Andromeda IX
- Andromeda X
- Andromeda XI
- Andromeda XVIII
- Andromeda XIX
- Andromeda XXI
- Arp 65
- Arp 273
- Donatiello I
- Galassia di Andromeda (M31)
- M32
- M110
- NGC 5
- NGC 6
- NGC 11
- NGC 13
- NGC 90
- NGC 93
- NGC 94
- NGC 140
- NGC 181
- NGC 183
- NGC 184
- NGC 214
- NGC 218
- NGC 226
- NGC 228
- NGC 229
- NGC 233
- NGC 243
- NGC 252
- NGC 258
- NGC 260
- NGC 262
- NGC 280
- NGC 404
- NGC 512
- NGC 513
- NGC 523
- NGC 528
- NGC 529
- NGC 531
- NGC 536
- NGC 542
- NGC 551
- NGC 561
- NGC 562
- NGC 573
- NGC 590
- NGC 591
- NGC 605
- NGC 620
- NGC 653
- NGC 662
- NGC 668
- NGC 679
- NGC 687
- NGC 700
- NGC 703
- NGC 704
- NGC 705
- NGC 709
- NGC 710
- NGC 712
- NGC 714
- NGC 721
- NGC 732
- NGC 746
- NGC 753
- NGC 759
- NGC 797
- NGC 801
- NGC 812
- NGC 818
- NGC 828
- NGC 834
- NGC 841
- NGC 845
- NGC 846
- NGC 891
- NGC 898
- NGC 906
- NGC 909
- NGC 910
- NGC 911
- NGC 912
- NGC 913
- NGC 914
- NGC 920
- NGC 923
- NGC 933
- NGC 937
- NGC 946
- NGC 980
- NGC 982
- NGC 995
- NGC 996
- NGC 999
- NGC 1000

## Gruppi di Galassie
- Gruppo di NGC 315
- Gruppo di NGC 507
- Gruppo di NGC 812
- Gruppo di NGC 841
- Gruppo di NGC 920

## Nebulose diffuse
- vdB 156
- vdB 158

## Nebulose planetarie
- NGC 7662